# Paraprocticus pendulus
Paraprocticus pendulus är en insektsart som först beskrevs av Karsch 1896.  Paraprocticus pendulus ingår i släktet Paraprocticus och familjen gräshoppor. Inga underarter finns listade i Catalogue of Life.